# Vera (seizoen 8)
Dit artikel vat het achtste seizoen van Vera samen. Dit seizoen werd in het Verenigd Koninkrijk uitgezonden van 7 januari 2018 tot en met 28 januari 2018 en bevat vier afleveringen. 

## Rolverdeling

### Hoofdrollen
- Brenda Blethyn - DCI Vera Stanhope
- Riley Jones - DC Mark Edwards
- Jon Morrison - DC Kenny Lockhart
- Ibinabo Jack - DC Jacqueline Williams
- Kenny Doughty - DS Aiden Healy
- Kingsley Ben-Adir - dr. Marcus Summer

## Afleveringen
| Nr. | Aflevering | Titel          | Schrijver             | Regisseur       | Selectie gastrollen | Uitzenddatum    |  |
| --- | ---------- | -------------- | --------------------- | --------------- | --- | --------------- |  |
| 29 | 1          | Blood and Bone | Paul Matthew Thompson | Paul Gay        | Ian Burfield - Iain Hobswain Ron Donachie - Jesse Hennings Philip McGinley - Gareth Hennings Linda E Greenwood - ouder                                                                 | 7 januari 2018  |  |
| Wanneer er verkoolde lichaamsresten in een verbrandingsoven in een slachterij worden gevonden, wordt Vera en haar team op onderzoek gestuurd. Het slachtoffer wordt geïdentificeerd als DC Harry Fenton, agent van de Northumberland & City Fraude Unit, die met zijn laatste dag voor zijn pensioen bezig was. De nabestaande van Harry, en de mensen in zijn directe omgeving, zijn geschokt wanneer zij van zijn moord op de hoogte worden gebracht. Nadat een collega van Harry een bruikbare tip geeft over de moord, duikt Vera in een oude fraudezaak van Harry om zo achter de identiteit van de moordenaar te komen. |            |                |                       |                 | |                 |  |
| 30 | 2          | Black Ice      | Martha Hillier        | David Leon      | Naomi Ackie - Louise Everitt Ben Batt - Tony Everitt Florence Bell - Simone Ike Bennett - Owen Reynolds                                                                                | 14 januari 2018 |  |
| Na een dodelijk auto-ongeluk wordt Vera erbij geroepen voor onderzoek. Zij ontdekt al snel dat het ongeluk geen ongeluk was maar opgezet was. Als het slachtoffer van het ongeluk komt te overlijden in het ziekenhuis, vermoedt Vera dat de moordenaar een connectie heeft met een recente zelfmoord. Vera en haar team hebben moeite om de waarheid te achterhalen, wanneer iedere betrokkene van de zaak wanhopig een geheim probeert te bewaren. |            |                |                       |                 | |                 |  |
| 31 | 3          | Home           | Paul Logue            | Chris Baugh     | Lauren Carse - Tina Brennan Ben Crompton - Jason Glenn George Dickman - Elliot Glenn Laura Medforth - Alison Glenn Vincent Regan - Michael Glenn Jamie de Courcey - Graham Harper      | 21 januari 2018 |  |
| Wanneer een 43-jarige moeder door haar jongste zoon in haar tuin vermoord wordt gevonden, gaat Vera op onderzoek uit. Vera en haar team worden gedwongen om hun onderzoek uit te breiden wanneer de verloren familie van het slachtoffer tevoorschijn komen. Het onderzoek wordt er niet makkelijker op als bij de familie meerdere lijken uit de kast komen. |            |                |                       |                 | |                 |  |
| 32 | 4          | Darkwater      | Paul Matthew Thompson | Lee Haven-Jones | Moyo Akandé - SSI Sally Peters Jack Bandeira - Adam Jannen Amy Marston - Glenda Jannen Phil McKee - Owen Jannen Shalisha James-Davis - Alice Whenchurch Angela Lonsdale - Ellie Dewley | 28 januari 2018 |  |
| Vera wordt geconfronteerd met een tragisch mysterie, wanneer het lichaam van de tiener Ethan Dewley wordt gevonden in een stuwmeer. Vera en haar team ontdekken dat Ethan voor zijn dood drie dagen werd vermist. Voor antwoorden mengen zij zich in de lokale bevolking rond Ethan, en merken al snel dat er maar weinig naar voren komen met antwoorden. Hoe verder zij graven naar antwoorden, hoe complexer de relatie tussen de vrienden en familie van Ethan blijkt te zijn. Vera moet nu het onderzoeken verder opvoeren om zo te ontdekken welk geheim haar naar de moordenaar zal leiden.                            |            |                |                       |                 | |                 |  |